# Constantin von Villefort

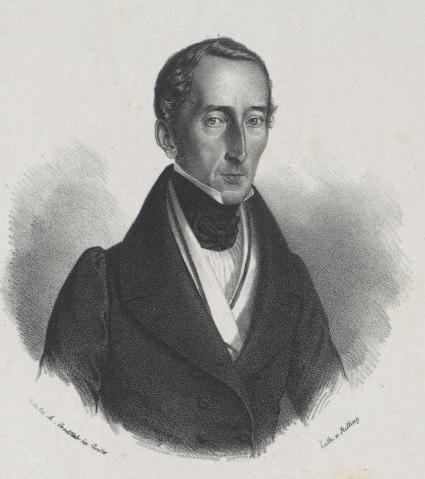
Constantin Villefort als Bürgermeister (Lithographie von J. Rolling)

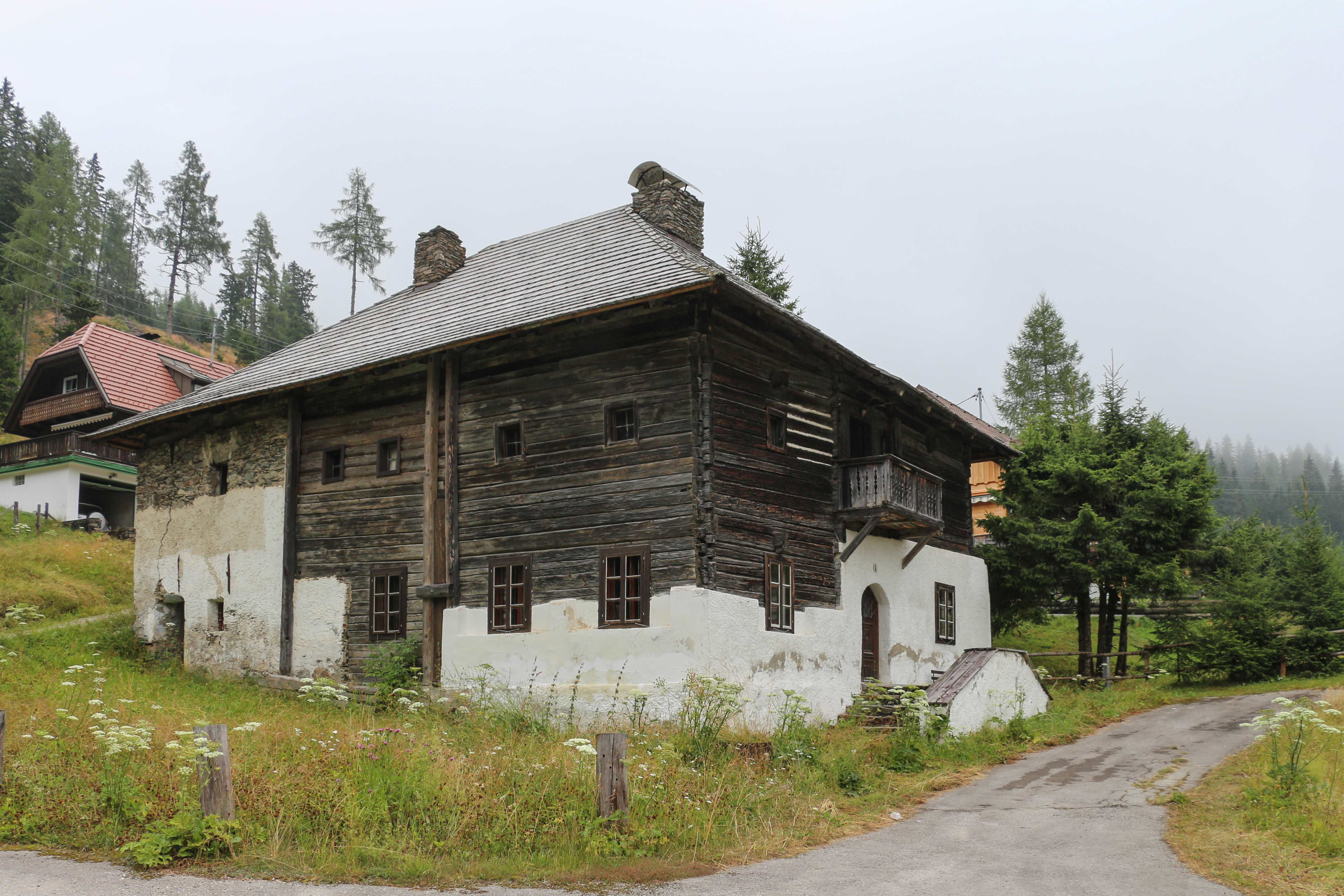
Das Mauthaus in Flattnitz, vermutlich Villeforts Geburtshaus

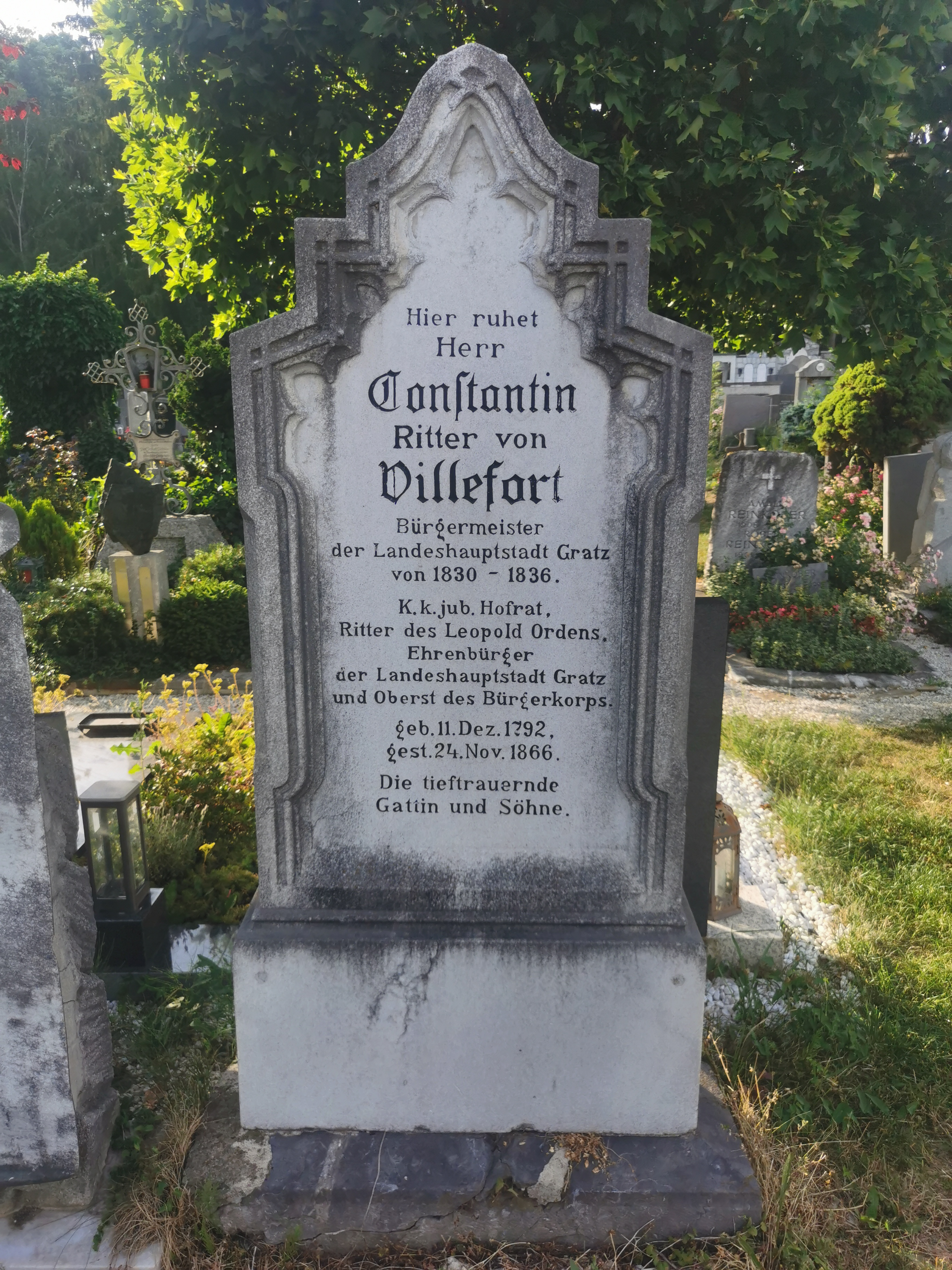
Grab Villeforts am St.Peter-Stadtfriedhof

Constantin von Villefort (vollständiger Name: Constantin Georg Ritter von Villefort; * 11. Dezember 1792 in Flattnitz; † 24. November 1866 in Graz) war ein österreichischer Politiker, Jurist und Beamter. Von 1830 bis 1836 war er Bürgermeister der Stadt Graz.

## Biographie
Constantin von Villefort kam 1792 im steirisch-kärntnerischen Grenzgebiet als Sohn des dort tätigen Zolleinnehmers Johann von Villefort und dessen Gattin Juliana (geb. Gruber) zur Welt. Über seine Ausbildung ist nichts Konkretes bekannt. Ab dem 15. Jänner 1830 hatte er das Amt des Grazer Bürgermeisters inne. In seine Amtszeit fallen die Gründung des Taubstummeninstituts (1831) und der Bau der Oberen Kettenbrücke (1833–1836, ein Vorgänger der heutigen Keplerbrücke). Infolge von Reformen Maria Theresias und Josephs II. war die städtische Selbstverwaltung während Villeforts Bürgermeisterschaft jedoch sehr eingeschränkt und die Stadt in vielen Belangen den Kreisamt bzw. dem darüber angesiedelten Gubernium unterstellt. Auch war Villefort nicht zum Bürgermeister gewählt, sondern ernannt worden. Folglich war auch das Ende seiner Bürgermeisterschaft nicht unmittelbar politisch bedingt. Villefort wurde 1836 zum k.k. innerösterreichisch-küstenländischen Appelationsrath nach Klagenfurt befördert. Das Ende seiner Bürgermeisterschaft wurde mit einer feierlichen Verabschiedung begangen, im Zuge derer Villefort zum Ehrenmitglied und Obersten des Bürgerkorps Graz ernannt wurde. Im weiteren Karriereverlauf stieg er in Klagenfurt zum Hofrat auf. 1850 kehrte Villefort nach Graz zurück, wo er Senatspräsident des Landesgerichtes wurde. 1859 wurde er zum Ritter des Österreichisch-kaiserlichen Leopold-Ordens ernannt. Des Weiteren war er Ehrenbürger der Stadt Graz, wo bis heute eine Straße (die Villefortgasse) an ihn erinnert.
Constantin von Villefort war zweimal verheiratet: In erster Ehe mit Wilhelmine (1806–1854, Tochter des Grazer Bürgermeister (1799–1810) Franz de Paula von Diernpöck/Dirnböck), nach deren Tod mit Rosa (geb. Deanino, 1806–1876). Aus der ersten Ehe stammten zwei Söhne, welche beide ebenfalls eine Beamtenlaufbahn einschlugen. Villefort verstarb am 24. November 1866 „nach langem, schmerzlichen Leiden“ und wurde am Grazer Stadtfriedhof St. Peter bestattet.